# Petőfitelep (Szeged)
Petőfi-telep, régi nevén Somogyi telep Szeged 1922 körül létrejött városrésze. 
A telepet az I. világháború utáni lakásínség hozta létre. 1924 júliusában az akkori polgármesterről Somogyi Szilveszterről kapta a nevét, s ekkor vette fel  hivatalosan Somogyi telep nevet. Ekkor már 400 ház állt az épülő házakkal együtt. Somogyi telep a Nagyváradi út (mai Acél utca), a körtöltés, a tápéi közút és a tápéi határ között jött létre 34-ig számozott utcanevekkel. A lakóházak száma 1943-ban 1100 körül volt. A lakóházak rendszerint 250 négyszögöles telkeken épültek. A lakosság összetételére jellemző volt, hogy elsősorban kétkezi munkások, ácsok, lakatosok, kőművesek és egyéb mesteremberek éltek a városrészben, de volt itt vasutas, közalkalmazott és erdélyi menekült is. 
1924-ben a templom helyén még sátor állt. Csak tervezték az iskolát, óvodát és a templomot is. A telep első iskolája 1926-ban nyitotta kapuját. A Jelenlegi művelődési ház és könyvtár helyén állt. 10 évig állt ezen a helyen, majd le kellett bontani. A Zárda iskola (mai Lidice tér) 1928-ban épült. A telep első óvodája (régi 5-ös utca, mai Csap utca és Szántó Kovács János utca sarok) 1929-ben épült. A Gábor Áron utcai (volt 11. utcai) óvodát 1932-ben adták át, mellette a Göndör soron 1946-ban egy 25 férőhelyes bölcsődét is átadtak. A villamosáramot 1933-ban vezették be a telepre. A Fő téri Jézus Szíve templom 1935-re készült el. A templom felszentelésére 2007-ben került sor. A református templom a Szellő és Sirály utca sarkán (volt 14. és 25. utca) 1938-ban nyitotta meg kapuját. 1940-ben épült meg akkor 6 tanteremmel a jelenlegi Fő téren az új iskola. 
1949 júliusában Somogyi-telepet Petőfi-telepnek nevezték át. 1962-ben az addig amerikai mintára számozott utcanevek rendes neveket kaptak. Az egyetemi könyvtár 1952-ben hozta létre Petőfi-telepen az első fiókkönyvtárat, mely a Bokányi Dezső utcában álló Művelődési Házban (Kultúrházban), egy udvari bejáratú helyiségben kapott helyet. A Tömörkény István nevét viselő Művelődési Ház adott otthont a telepen az első mozinak is, mely az ötvenes, hatvanas években itt működött. A hatvanas években költözött a könyvtár Göndör sorra (volt 6.-os utca sarkára. 1977-ben épült fel a Petőfi telepi Klubkönyvtár és Művelődési Ház a leomlott iskola helyére (Szántó Kovács János utca Fő tér volt 5. utca sarok). A Művelődési Ház és a könyvtár jelenlegi arculatát, egy nagyszabású felújítás, bővítés eredményeként 2006-ban nyerte el. Átadása 2007. március 15-én történt meg. A terület önkormányzati képviselője volt (1994-2014 között) Gila Ferenc, akinek működési időszaka alatt, többek között korszerűsítésre került a felszíni víz elvezetése, megtörtént a kommunális csatornázás és a szilárd burkolatú utak teljes kiépítése.
A városrész hírességei között említhetjük a Petőfi-telepről származó Tokody Ilona operaénekest, Temesi Mária operaénekest, Incze József színművészt, és a most is itt élő Lékó Péter magyar sakkozót.